# Охотник на воров
«Охотник на воров» (англ. Thief-taker, также встречаются переводы «ловец воров», «поимщик воров», «охотник за ворами») — человек, за денежное вознаграждение занимавшийся поиском и возвращением украденной собственности в Великобритании в XVII—XIX веках. Профессия фактически исчезла с основанием Службы столичной полиции в 1829 году.

## История
До появления полиции в Лондоне, а затем и Великобритании в XIX веке, охотники на воров исполняли функции по поимке преступников в частном порядке. Их деятельность напоминала и в значительной мере пересекалась с работой охотников за головами. В отличие от охотников за головами, охотники на воров преимущественно получали вознаграждение от жертв преступлений, а не от государства или залогодателей. Благодаря тесным связям с криминальным миром, охотники за ворами часто выступали посредниками в возвращении похищенной собственности.
Криминализованность профессии привела к нескольким громким коррупционным скандалам, в т.ч. делу Джонатана Уайлда и делу Стивена Макдэниела.